# 2021–2022-es spanyol női labdarúgó-bajnokság (első osztály)
A 2021–2022-es spanyol női labdarúgó-bajnokság első osztálya (hivatalos nevén: Primera División, vagy Primera Iberdrola) a spanyol női országos bajnokságok 34. szezonja, amely tizenhat csapat részvételével 2021. szeptember 4-től rajtolt.
A címvédő Barcelona együttese március 13-án, a Real Madrid ellen hazai pályán 5–0 arányban megnyert mérkőzésén 6 fordulóval a szezon vége előtt biztosította be bajnoki címét.

## A bajnokság csapatai

### Csapatváltozások
| Kiesett a másodosztályba                             | Feljutott az első osztályba |
| ---------------------------------------------------- | --------------------------- |
| Deportivo de La Coruña Santa Teresa Espanyol Logroño | Deportivo Alavés Villarreal |

### Csapatok adatai
| Klub            | Település           | Stadion                         | Férőhely | Vezetőedző             | 2020–21-es helyezés |
| --------------- | ------------------- | ------------------------------- | -------- | ---------------------- | ------------------- |
| Alavés          | Vitoria-Gasteiz     | José Luis Compañón              | 2 000    | Álvaro del Blanco      | 1. 2DN              |
| Athletic Bilbao | Bilbao              | Lezama Sportközpont             | 3 200    | Iraia Iturregi         | 11.                 |
| Atlético Madrid | Madrid              | Wanda Alcalá de Henares         | 2 700    | José Luis Sánchez Vera | 4.                  |
| Barcelona       | Barcelona           | Johan Cruyff Stadion            | 6 000    | Lluís Cortés           | 1.                  |
| Eibar           | Eibar               | Instalaciones de Unbe           | 1 000    | Iker Dorronsoro        | 14.                 |
| Granadilla      | Granadilla de Abona | La Hoya del Pozo                | 3 000    | Francis Díaz           | 9.                  |
| Levante         | Valencia            | Ciudad Deportiva de Buñol       | 600      | María Pry              | 6.                  |
| Madrid CFF      | Madrid              | Nuevo Matapiñonera              | 3 000    | Óscar Fernández        | 7.                  |
| Rayo Vallecano  | Madrid              | Ciudad Deportiva Rayo Vallecano | 2 000    | Carlos Santiso         | 13.                 |
| Real Betis      | Sevilla             | Ciudad Deportiva Luis del Sol   | 1 300    | Juan Carlos Amorós     | 12.                 |
| Real Madrid     | Madrid              | Ciudad Real Madrid              | 1 000    | David Aznar            | 2.                  |
| Real Sociedad   | San Sebastián       | Campo José Luis Orbegozo        | 2 500    | Natalia Arroyo         | 5.                  |
| Sevilla         | Sevilla             | Viejo Nervión                   | 7 500    | Cristian Toro          | 8.                  |
| Sporting Huelva | Huelva              | La Orden                        | 1 500    | Jenny Benítez          | 10.                 |
| Valencia        | Valencia            | Ciudad Deportiva de Paterna     | 2 250    | José Bargues           | 9.                  |
| Villarreal      | Vila-real           | Ciudad Deportiva                | 5 000    | Sara Monforte          | 1. 2DS              |

## Tabella
| #   | Csapat           | M  | GY | D  | V  | G+ – G– | GK   | P  | Megjegyzések                 |
| --- | ---------------- | -- | -- | -- | -- | ------- | ---- | -- | ---------------------------- |
| 1.  | Barcelona CV KGY | 30 | 30 | 0  | 0  | 159–11  | +148 | 90 | Bajnokok Ligája (csoportkör) |
| 2.  | Real Sociedad    | 30 | 21 | 3  | 6  | 67–38   | +29  | 63 | Bajnokok Ligája (2. forduló) |
| 3.  | Real Madrid      | 30 | 19 | 3  | 8  | 41–31   | +10  | 60 | Bajnokok Ligája (1. forduló) |
| 4.  | Atlético Madrid  | 30 | 17 | 8  | 5  | 71–28   | +43  | 59 |                              |
| 5.  | Granadilla       | 30 | 16 | 6  | 8  | 42–44   | −2   | 54 |                              |
| 6.  | Levante          | 30 | 15 | 5  | 10 | 52–39   | +13  | 47 |                              |
| 7.  | Athletic Bilbao  | 30 | 14 | 5  | 11 | 45–48   | −3   | 47 |                              |
| 8.  | Sevilla          | 30 | 10 | 8  | 12 | 37–52   | −15  | 38 |                              |
| 9.  | Real Betis       | 30 | 7  | 10 | 13 | 31–52   | −21  | 31 |                              |
| 10. | Sporting Huelva  | 30 | 6  | 13 | 11 | 28–44   | −16  | 31 |                              |
| 11. | Alavés Ú         | 30 | 8  | 6  | 16 | 30–63   | −33  | 30 |                              |
| 12. | Madrid CFF       | 30 | 8  | 3  | 19 | 42–64   | −22  | 27 |                              |
| 13. | Valencia         | 30 | 7  | 5  | 18 | 27–56   | −29  | 26 |                              |
| 14. | Villarreal CF Ú  | 30 | 8  | 5  | 17 | 29–63   | −34  | 23 |                              |
| 15. | Eibar            | 30 | 7  | 2  | 21 | 35–63   | −28  | 23 | Segunda División             |
| 16. | Rayo Vallecano   | 30 | 3  | 5  | 22 | 27–68   | −41  | 14 | Segunda División             |

Utolsó frissítés: 2022. május 15. 
Forrás: RFEF 
A rangsorolás alapszabályai: 1. összpontszám, 2. egymás elleni eredmények összpontszáma, 3. gólkülönbség, 4. szerzett gólok száma.
(B): Bajnokcsapat, (K): Kieső csapat, (F): Feljutó csapat, (I): Kupainduló, (R): A rájátszás győztese, (KGY): Kupagyőztes

## Statisztikák

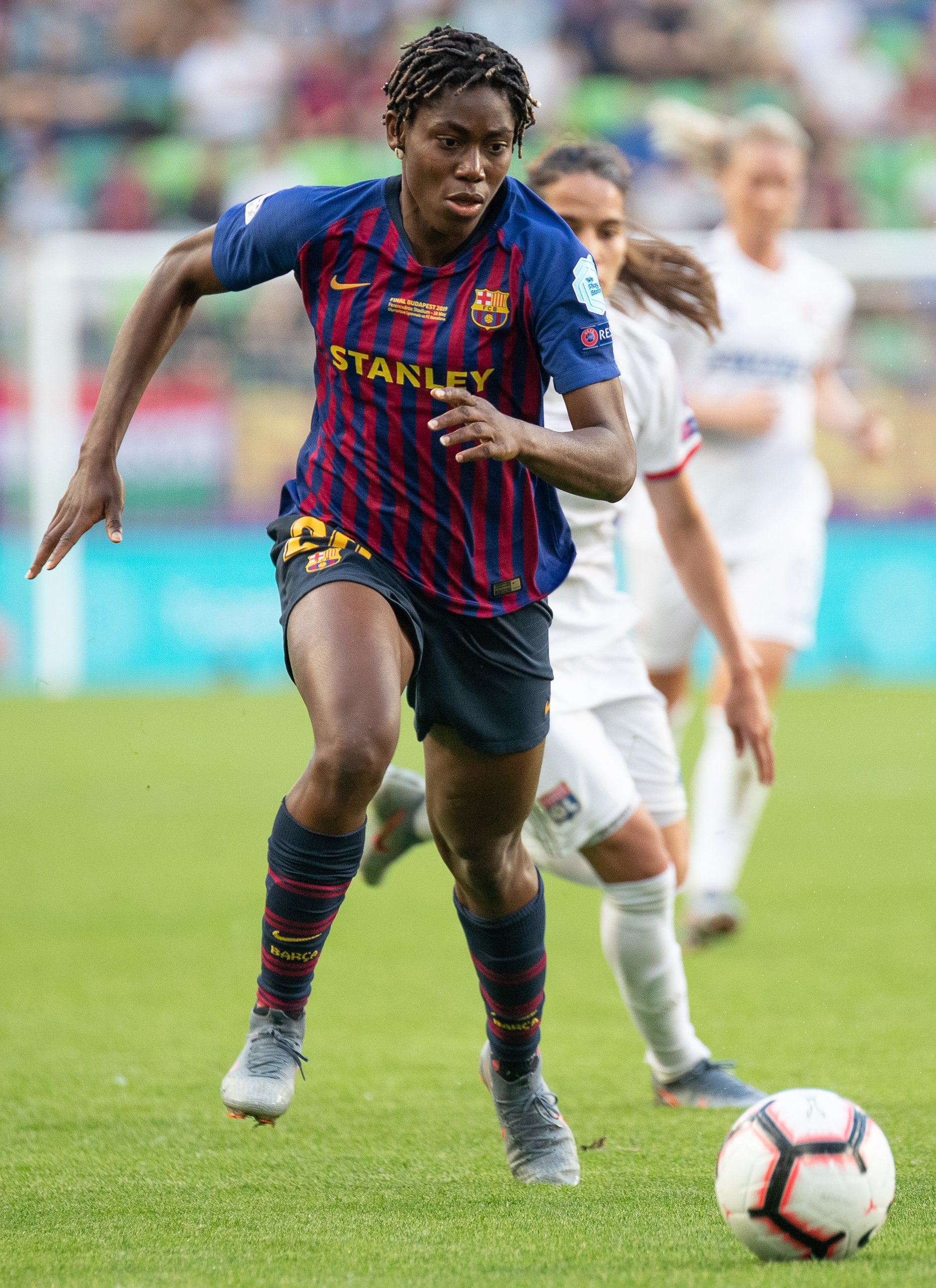
Asisat Oshoala, Geysével 20–20 találattal osztozott a gólkirálynői címen

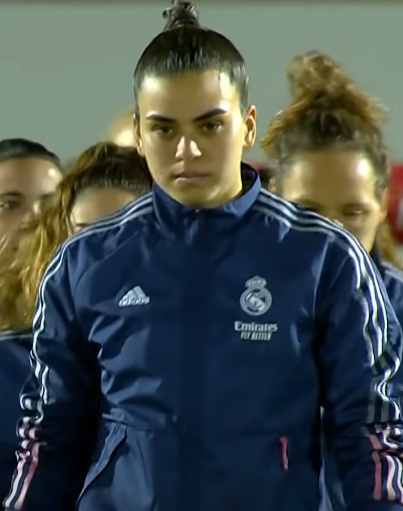
Misa Rodríguez 14 mérkőzésen nem kapott gólt

| Gól | Név                    | Csapat          |
| --- | ---------------------- | --------------- |
| 20  | Geyse                  | Madrid CFF      |
| 20  | Asisat Oshoala         | Barcelona       |
| 18  | Alexia Putellas        | Barcelona       |
| 17  | Amaiur Sarriegi        | Real Sociedad   |
| 16  | Nerea Eizagirre        | Real Sociedad   |
| 16  | Jennifer Hermoso       | Barcelona       |
| 16  | Lieke Martens          | Barcelona       |
| 14  | Esther González        | Real Madrid     |
| 14  | Clàudia Pina           | Barcelona       |
| 14  | Alba Redondo           | Levante         |
| 13  | Aitana Bonmatí         | Barcelona       |
| 12  | Cristina Martín-Prieto | Granadilla      |
| 11  | María José             | Granadilla      |
| 10  | Rasheedat Ajibade      | Atlético Madrid |
| 10  | Deyna Castellanos      | Atlético Madrid |
| 10  | Sanni Franssi          | Real Sociedad   |
| 10  | Lucía García           | Athletic Bilbao |
| 10  | Ana Marcos             | Sporting Huelva |
| 9   | Ane Azkona             | Athletic Bilbao |
| 9   | Elisa del Estal        | Sevilla         |
| 9   | Fridolina Rolfö        | Barcelona       |
| 8   | Sheila Guijarro        | Villarreal      |
| 8   | Racheal Kundananji     | Eibar           |
| 8   | Mari Paz Vilas         | Real Betis      |
| 7   | Grace Asantewaa        | Real Betis      |
| 7   | Gio                    | Levante         |
| 7   | Bárbara Latorre        | Atlético Madrid |
| 7   | Gabriela Nunes         | Madrid CFF      |
| 6   | Mariona Caldentey      | Barcelona       |
| 6   | Lice Chamorro          | Alavés          |
| 6   | Caroline Hansen        | Barcelona       |
| 6   | Ludmila                | Atlético Madrid |
| 6   | Jessica Martínez       | Sevilla         |
| 6   | Marta Torrejón         | Barcelona       |
| 5   | Oriana Altuve          | Valencia        |
| 5   | Carmen Álvarez         | Eibar           |
| 5   | Candela Andújar        | Valencia        |
| 5   | Arola Aparicio         | Eibar           |
| 5   | Leire Baños            | Levante         |
| 5   | Marta Carro            | Valencia        |
| 5   | Yulema Corres          | Athletic Bilbao |
| 5   | Ana-Maria Crnogorčević | Barcelona       |
| 5   | Paula Fernández        | Rayo Vallecano  |
| 5   | Isadora Freitas        | Rayo Vallecano  |
| 5   | Inma Gabarro           | Sevilla         |
| 5   | Hannah Keane           | Sporting Huelva |
| 5   | Maitane López          | Atlético Madrid |
| 5   | Belén Martínez         | Villarreal      |
| 5   | Teresa Morató          | Villarreal      |
| 5   | Peke Barea             | Athletic Bilbao |
| 5   | Leicy Santos           | Atlético Madrid |
| 5   | Ángela Sosa            | Real Betis      |
| 4   | Laia Aleixandri        | Atlético Madrid |
| 4   | Estefanía Banini       | Atlético Madrid |
| 4   | Athenea del Castillo   | Real Madrid     |
| 4   | Aida Esteve            | Eibar           |
| 4   | Gabriela García        | Real Sociedad   |
| 4   | Nahikari García        | Real Madrid     |
| 4   | Patricia Guijarro      | Barcelona       |
| 4   | Fatoumata Kanteh       | Sporting Huelva |
| 4   | Kerolin                | Madrid CFF      |
| 4   | Thembi Kgatlana        | Atlético Madrid |
| 4   | Kuki                   | Eibar           |
| 4   | Irene Paredes          | Barcelona       |
| 4   | Toni Payne             | Sevilla         |
| 4   | Emma Ramírez           | Real Sociedad   |
| 4   | Mayra Ramírez          | Sporting Huelva |
| 4   | Amanda Sampedro        | Atlético Madrid |
| 4   | Camila Sáez            | Rayo Vallecano  |
| 4   | Sandie Toletti         | Levante         |
| 3   | Natasa Andonova        | Levante         |
| 3   | Kosovare Asllani       | Real Madrid     |
| 3   | Rinsola Babajide       | Real Betis      |
| 3   | Jassina Blom           | Granadilla      |
| 3   | Millene Cabral         | Rayo Vallecano  |
| 3   | Sara Carrillo          | Alavés          |
| 3   | Giovanna Crivelari     | Levante         |
| 3   | Miriam Diéguez         | Alavés          |
| 3   | Andrea Falcón          | Levante         |
| 3   | Carol Férez            | Levante         |
| 3   | Sheila García          | Atlético Madrid |
| 3   | Gemma Gili             | Real Sociedad   |
| 3   | Carla Morera           | Eibar           |
| 3   | Caroline Møller        | Real Madrid     |
| 3   | Ange N'Guessan         | Granadilla      |
| 3   | Osinachi Ohale         | Alavés          |
| 3   | Rosa Otermin           | Sevilla         |
| 3   | Salma Paraluello       | Villarreal      |
| 3   | Tatiana Pinto          | Levante         |
| 3   | Pisco                  | Granadilla      |
| 3   | Allegra Poljak         | Real Sociedad   |
| 3   | Silvia Rubio           | Madrid CFF      |
| 3   | Iina Salmi             | Valencia        |
| 3   | Marta Sanadri          | Alavés          |
| 3   | Melanie Serrano        | Barcelona       |
| 3   | Anna Torrodà           | Valencia        |
| 3   | Mirari Uria            | Real Sociedad   |
| 3   | Erika Vázquez          | Athletic Bilbao |
| 3   | Bruna Vilamala         | Barcelona       |
| 2   | Carla Armengol         | Alavés          |
| 2   | Alba Aznar             | Alavés          |
| 2   | Slađana Bulatović      | Rayo Vallecano  |
| 2   | Olga Carmona           | Real Madrid     |
| 2   | Merel van Dongen       | Atlético Madrid |
| 2   | Ingrid Engen           | Barcelona       |
| 2   | Jana Fernández         | Barcelona       |
| 2   | Kristina Fisher        | Sporting Huelva |
| 2   | Rocío Gálvez           | Real Madrid     |
| 2   | Vanesa Gimbert         | Athletic Bilbao |
| 2   | Érika González         | Levante         |
| 2   | Lucía León             | Real Betis      |
| 2   | María Pilar León       | Barcelona       |
| 2   | Estefanía Lima         | Villarreal      |
| 2   | Silvia Lloris          | Levante         |
| 2   | Asun Martínez          | Valencia        |
| 2   | Andrea Medina          | Real Betis      |
| 2   | Ane Miren              | Alavés          |
| 2   | Garazi Murua           | Athletic Bilbao |
| 2   | Sydny Nasello          | Granadilla      |
| 2   | Irene Oguiza           | Athletic Bilbao |
| 2   | Maite Oroz             | Real Madrid     |
| 2   | Leila Ouahabi          | Barcelona       |
| 2   | Natalia Ramos          | Granadilla      |
| 2   | Cecilie Struck         | Rayo Vallecano  |
| 2   | Aissatou Tounkara      | Atlético Madrid |
| 2   | Manuela Vanegas        | Real Sociedad   |
| 2   | Michele Vasconcelos    | Sevilla         |
| 2   | Elba Vergés            | Eibar           |
| 2   | Claudia Zornoza        | Real Madrid     |
| 1   | Paula Andújar          | Rayo Vallecano  |
| 1   | Karen Araya            | Sevilla         |
| 1   | Iris Arnaiz            | Real Sociedad   |
| 1   | Laia Ballesté          | Rayo Vallecano  |
| 1   | Ona Baradad            | Barcelona       |
| 1   | Bea Beltrán            | Valencia        |
| 1   | Nagore Calderón        | Sevilla         |
| 1   | Viola Calligaris       | Levante         |
| 1   | Marta Cardona          | Real Madrid     |
| 1   | Jordan Clark           | Alavés          |
| 1   | Zenatha Coleman        | Sevilla         |
| 1   | Aldana Cometti         | Levante         |
| 1   | Michelle De Jongh      | Madrid CFF      |
| 1   | Nekane Díez            | Athletic Bilbao |
| 1   | Amanda Edgren          | Sporting Huelva |
| 1   | Claire Falknor         | Granadilla      |
| 1   | Estela Fernández       | Madrid CFF      |
| 1   | Natalia Gaitán         | Sevilla         |
| 1   | Nerea Gantxegi         | Eibar           |
| 1   | Naima García           | Alavés          |
| 1   | Pilar García           | Rayo Vallecano  |
| 1   | Beattie Goad           | Granadilla      |
| 1   | Queralt Gómez          | Eibar           |
| 1   | Irene Guerrero         | Levante         |
| 1   | Itó Miku               | Alavés          |
| 1   | Synne Jensen           | Real Sociedad   |
| 1   | María Jiménez          | Valencia        |
| 1   | Francisca Lara         | Villarreal      |
| 1   | Eva Llamas             | Real Betis      |
| 1   | Cristina Librán        | Madrid CFF      |
| 1   | Maria Llompart         | Eibar           |
| 1   | Judith Luzuriaga       | Sporting Huelva |
| 1   | Rikke Madsen           | Madrid CFF      |
| 1   | Cecilia Marcos         | Real Sociedad   |
| 1   | Esther Martín-Pozuelo  | Valencia        |
| 1   | Lara Mata              | Villarreal      |
| 1   | Sara Medina            | Villarreal      |
| 1   | Núria Mendoza          | Levante         |
| 1   | Teresa Merida          | Sevilla         |
| 1   | Mônica                 | Madrid CFF      |
| 1   | Lorena Navarro         | Real Madrid     |
| 1   | Paula Nicart           | Sevilla         |
| 1   | María Ortiz            | Alavés          |
| 1   | Pauleta                | Rayo Vallecano  |
| 1   | Paula Perea            | Real Betis      |
| 1   | Clara Pinedo           | Athletic Bilbao |
| 1   | Raquel Pinel           | Villarreal      |
| 1   | Itziar Pinillos        | Madrid CFF      |
| 1   | Olga San               | Valencia        |
| 1   | Gema Soliveres         | Alavés          |
| 1   | Ana Teresa             | Eibar           |
| 1   | Paula Tomás            | Levante         |
| 1   | Naroa Uriarte          | Athletic Bilbao |
| 1   | Irati Urruzola         | Alavés          |
| 1   | Oihane Valdezate       | Athletic Bilbao |
| 1   | María Valle            | Real Betis      |
| 1   | Victória               | Madrid CFF      |
| 1   | Aleksandra Zaremba     | Granadilla      |

| Öngól | Név              | Csapat          |
| ----- | ---------------- | --------------- |
| 2     | Mayra Ramírez    | Sporting Huelva |
| 2     | Elena de Toro    | Villarreal      |
| 2     | Javiera Toro     | Sevilla         |
| 1     | Paula Andújar    | Rayo Vallecano  |
| 1     | Viola Calligaris | Levante         |
| 1     | Patricia Gavira  | Granadilla      |
| 1     | Oihane Hernández | Athletic Bilbao |
| 1     | Daiane Limeira   | Madrid CFF      |
| 1     | Paula Nicart     | Sevilla         |
| 1     | Babett Peter     | Real Madrid     |
| 1     | Pisco            | Granadilla      |
| 1     | Lucía Ramírez    | Sevilla         |
| 1     | Paola Soldevila  | Villarreal      |
| 1     | Maddi Torre      | Real Sociedad   |
| 1     | Paola Ulloa      | Madrid CFF      |
| 1     | Elba Vergés      | Eibar           |
| 1     | Ainhoa Vicente   | Athletic Bilbao |

| Mérk. | Név               | Csapat                      |
| ----- | ----------------- | --------------------------- |
| 14    | Misa Rodríguez    | Real Madrid                 |
| 13    | Sandra Paños      | Barcelona                   |
| 11    | Elene Lete        | Real Sociedad               |
| 8     | Gaëlle Thalmann   | Real Betis                  |
| 7     | Chelsea Ashurst   | Sporting Huelva             |
| 7     | Dolores Gallardo  | Atlético Madrid             |
| 7     | Andreea Părăluță  | Levante                     |
| 6     | Noelia Ramos      | Sevilla (3), Granadilla (2) |
| 5     | Cata Coll         | Barcelona                   |
| 5     | Aline Reis        | Granadilla                  |
| 5     | Enith Salón       | Valencia                    |
| 5     | Esther Sullastres | Sevilla                     |
| 4     | Cris Cornejo      | Alavés                      |
| 4     | Elena de Toro     | Villarreal                  |
| 4     | Mariasun Quiñones | Athletic Bilbao             |
| 3     | Noelia Gil        | Valencia                    |
| 3     | Patricia Larqué   | Rayo Vallecano              |
| 3     | Hedvig Lindahl    | Atlético Madrid             |
| 2     | Emily Dolan       | Sporting Huelva             |
| 2     | Gemma Font        | Barcelona                   |
| 2     | Maria Lopez       | Levante                     |
| 2     | Amaia Peña        | Eibar                       |
| 2     | Paola Ulloa       | Madrid CFF                  |
| 1     | Nayluisa Cáceres  | Granadilla                  |
| 1     | Natalia Expósito  | Madrid CFF                  |
| 1     | Noelia García     | Eibar                       |
| 1     | Mária Korenčiová  | Levante                     |
| 1     | Adriana Nanclares | Real Sociedad               |
| 1     | Catalina Pérez    | Real Betis                  |
| 1     | Pamela Tajonar    | Villarreal                  |